# Skarbiec Faraona
Al-Chazna (arab. الخزنة, Al-H̱azna), zwana przez Beduinów Skarbcem Faraona (خزنة الفرعون Chaznat al-Firaun) – wykuta w skale piętrowa budowla powstała w I–II w. n.e. Jest to sztandarowy i najsłynniejszy zabytek Petry.
Fasada budowli ma wysokość ponad 40 m oraz szerokość 25 m. Wykuta z różowego piaskowca, w ciągu dnia przybiera wraz z pozornym ruchem Słońca po niebie różne odcienie. Dolne piętro fasady ma sześć kolumn zwieńczonych korynckimi kapitelami, w tym dwie wolnostojące, podtrzymujących zdobione ornamentem roślinnym belkowanie. Nad czterema środkowymi kolumnami znajduje się trójkątny przyczółek zwieńczony attyką, na której osadzone jest górne piętro. Środkowy i boczne akroteriony zdobią ornamenty roślinne, szczątkowo zachowały się natomiast skrajnie zewnętrzne figury orłów i boczne figury jeźdźców (przypuszczalnie Dioskurów).
Górne piętro budowli zajmuje okrągły budynek (tolos), otoczony podwójną kolumnadą. Między kolumnami tolosu i kolumnami zewnętrznymi znajdują się posągi postaci ludzkich, identyfikowanych z Izydą, Wiktorią, Amazonkami i satyrami. Tolos zwieńczony jest stożkowym dachem, na którym umieszczona jest kamienna urna o wysokości 4 metrów. Nazwa Al-Chazna (skarbiec) została nadana budowli przez lokalnych Beduinów, wierzących, że w urnie tej znajdują się ukryte skarby. Urna ta w przeszłości była celem ostrzału Beduinów, mających nadzieję uwolnić z niej domniemany skarb, o czym świadczą zachowane do dziś ślady kul.
Do wnętrza budowli prowadzi wysokie na 8 metrów główne wejście, usytuowane między dwoma centralnymi kolumnami dolnego piętra, oraz dwa wejścia boczne. Główna komnata ma kształt sześcianu o boku 12 m. Poza ozdobnymi wejściami do bocznych sal brak w niej jakichkolwiek dekoracji. Funkcja pomieszczeń, jak i całej budowli, pozostaje nieznana. Przypuszczalnie Skarbiec pełnił funkcję świątyni lub grobowca któregoś z nabatejskich władców, być może Aretasa IV.
Budowla pojawiła się w filmie Indiana Jones i ostatnia krucjata jako miejsce ukrycia Świętego Graala.